# Вологас VI од Партије
Вологас VI или Вологаз VI (грч. Βολογέσης, пар. 𐭅𐭋𐭂𐭔 Walagash; најраније средина 2. века — Месопотамија, око 228) је био последњи шаханшах Партије (208—228). Владавину му је обележио грађански рат са млађим братом Артабаном IV (око 216—224), који је завладао највећим делом државе. Унутрашњи сукоби убрзали су пад Партског царства и успон Сасанида.

## Биографија
Наследио је престо од свог оца Вологаса V 208. године. Владавину му је обележио наставак слабљења централне власти у Партији, тешко страдалој у претходном рату са Римским царством (195-198). Сасанид Ардашир се већ био учврстио у Персису и ширио своју власт даље, показујући неспремност да се покори Вологасу.
Вологасу са овако тешким унутрашњим приликама у земљи никако није одговарало то што је 211. године римски цар постао Каракала, који је имао амбиције да обнови царство Александра Великог. Пошто је већ планирао рат са Партским царством принцепс је само тражио повод. Повод је нађен у томе што је шаханшах пружио уточиште Тиридату, сину јерменског краља Хозроја који се 215. године био побунио против римске власти, и извесном Антиоху из Киликије, киничком филозофу. Међутим, Вологас је испоручио обојицу и Каракала је морао одустати од експедиције, барем привремено.
Око 216. против Вологасове власти се побунио његов млађи брат Артабан. Артабан је врло брзо завладао већином Партског царства, док је легитимни шаханшах потиснут у Месопотамију. Брзина Артабановог успона и губитка Вологасовог значаја најбоље се види у томе што већ 216. године Каракала не преговара са старијим него са млађим братом. Овај грађански рат само је додатно истрошио снаге Царства, убрзавши његов пад. Вологас је под својом влашћу задржао само део средње Месопотамије до смрти око 228. године, када је и том последњом партском територијом завладало Сасанидско царство.